# Porta Lógica Ou-Exclusivo
A porta lógica Ou-Exclusivo, exclusive-OR, EX-OR (como preferir); é usada para realizar a operação de subtração e adição binárias (vide Circuitos aritméticos) no circuito somador ou subtrator.
A porta Lógica OU-exclusivo de duas entradas apresenta saída com nível lógico 1, apenas quando suas entradas diferirem, ou seja, quando A=0 e B=1 ou A=1 e B=0. veja a tabela da verdade logo abaixo.
| A | B | Saída |
| - | - | ----- |
| 0 | 0 | 0     |
| 0 | 1 | 1     |
| 1 | 0 | 1     |
| 1 | 1 | 0     |

Esta função lógica deriva das demais, podendo ser montada por portas NOT, AND e OR. Todavia esta porta possui símbolo próprio e é considerada uma porta lógica independente nos projetos (esta porta é um circuito combinacional). 